# ترونغ كونغ ثاو
ترونغ كونغ ثاو هو لاعب كرة قدم فيتنامي في مركز الهجوم، ولد في 11 أكتوبر 1988 في فيتنام. لعب مع نادي سايغون.

## وصلات خارجية
- ترونغ كونغ ثاو على موقع قاعدة بيانات كرة القدم.إي يو (الإنجليزية)
- ترونغ كونغ ثاو على موقع Soccerway.com (الإنجليزية)